# 韋特恩湖
韋特恩湖（瑞典語：Vättern，瑞典語發音：[ˈvɛ̌tːɛɳ]）是瑞典的一個湖泊。就面積而言，韋特恩湖是瑞典第二大湖泊（僅次於維納恩湖)。

## 名稱由來
關於韋特恩湖名稱的由來，有一說認為是來自於瑞典語中的「水」"vatten"一詞，但目前并不能肯定。有意見認為湖的原稱應為"vätter"，意解湖泊之神或森林之神。

## 地理
韋特恩湖的形狀細長，湖的總面積為約1912平方公里（738平方哩），河盆面積約為4503平方公里（1,739平方哩）。已知的最深點，位於维辛瑟的南面，深128米（420英尺），平均水深約41米。湖的周長大約642公里（399英里），體積為77.0立方公里（18.5立方英里）。由於湖的水位接近固定,所以這些數字通常是不變的。
58°24′N 14°36′E / 58.4°N 14.6°E